# Feuilleea hendersonii
Feuilleea hendersonii là một loài thực vật có hoa trong họ Cucurbitaceae. Loài này được (F. Muell.) Kuntze mô tả khoa học đầu tiên năm 1891.